# Aleksandr Serebriakov
Aleksandr Serguéievitx Serebriakov (en rus Александр Сергеевич Серебряков) (Arzamas, óblast de Nijni Nóvgorod, 10 de febrer de 1987) és un ciclista rus.
El març de 2013 va donar positiu en un control per EPO i va ser apartat pel seu equip, l'Euskaltel Euskadi. A finals d'anys va ser suspès per quatre anys.

## Palmarès
- 2010
  - 1r al Piccolo Giro de Llombardia
- 2011
  - 1r al Giro del Casentino
  - Vencedor de 2 etapes als Cinc anells de Moscou
- 2012
  - 1r al TD Bank International Cycling Championship
  - Vencedor d'una etapa al Tour de Corea
  - Vencedor de 2 etapes a la Volta a la Xina I
  - Vencedor de 2 etapes a la Volta a la Xina II
  - Vencedor de 3 etapes al Tour de Hainan
  - Vencedor de 2 etapes a la Volta al llac Taihu